# Myioborus pictus
Myioborus pictus е вид птица от семейство Parulidae.

## Разпространение
Видът е разпространен в Гватемала, Канада, Мексико, Никарагуа, Салвадор, САЩ и Хондурас.